# 데프트
데프트(본명: 김혁규, 1996년 10월 23일 ~ )는 대한민국의 리그 오브 레전드 프로게이머로 포지션은 AD 캐리이다. 현재 Deft라는 아이디를 사용하고 있다. 현재 KT 롤스터 소속이다. 

## 학력
- 서울신북초등학교 (졸업)
- 상암중학교 (졸업)
- 마포고등학교 (중퇴)
- 고등학교 졸업 학력 검정고시 (합격)

## 선수 생활
데프트는 2013시즌을 앞두고 MVP 블루에 입단하면서 프로 생활을 시작했다. 데프트는 MVP입단 이후 LoL 클럽 마스터즈 2013 우승, NLB 윈터 2013-2014 4강을 달성했다. 이후 소속팀인 MVP 블루 팀이 삼성 갤럭시 블루가 되면서 데프트도 삼성 갤럭시 블루에 합류했다. 데프트는 삼성에서 LCK 스프링 2014 우승, LoL 마스터즈 2014 우승, LCK 서머 2014 준우승, 리그 오브 레전드 월드 챔피언십 2014 4강의 기록을 달성했다.
2015시즌 스토브리그 동안 리그 오브 레전드 프로리그의 에드워드 게이밍으로 이적했다. 데프트는 입단하자마자 LPL 스프링을 우승하였다. 이후 스프링 우승팀 자격으로 참가한 리그 오브 레전드 미드 시즌 인비테이셔널 2015에서 SKT T1을 3-2로 꺾으며 우승을 차지했다. 2016 서머 시즌 다시 한 번 우승컵을 거머쥐었으며 LPL 서머 시즌 최우수 선수상까지 수상했다.
2017시즌 스토브리그 기간 중 KT 롤스터에 입단하면서 LCK로 복귀했다. 데프트의 합류로 KT는 슈퍼팀을 결성하게 되었다. 하지만 2017시즌 스프링 시즌 준우승, 리프트 라이벌즈 준우승, 서머 시즌 플레이오프 탈락으로 우승을 차지하지는 못했다. 2018시즌에도 KT에 잔류하였다. 스토브리그 이후에 치러지는 2017 LoL KeSPA컵에서 우승을 거두었다. 2018시즌 스프링에서는 포스트시즌에서 탈락을 했으나 서머 시즌 결승에 오르며 결승에서 그리핀을 꺾고 우승을 차지했다.
2019시즌 스토브리그 기간 중 킹존 드래곤 X에 입단했다. 2019시즌 스프링에서는 좋은 활약상을 보여주었으나 팀은 플레이오프에서 탈락했으며 서머 시즌에는 팀이 흔들리면서 7위에 머물렀다. 2020시즌을 앞두고 다른 팀원이 팀을 떠났음에도 드래곤 X에 잔류했다. 2020시즌 DRX의 신인들을 이끄는 주장에 선임되었다. 2020 스프링 시즌에서는 3위를 기록하였으며 2020시즌 서머에서는 준우승을 기록하였으며 리그 오브 레전드 월드 챔피언십에 진출했다. 하지만 팀은 월드 챔피언십 8강에서 담원 게이밍을 만나며 탈락했다. 시즌 종료 이후 열린 리그 오브 레전드 올스타전에 참여했으며 이 경기에서 고등학교 동창인 페이커와 처음으로 함께 뛰게 되었다.
2021시즌 스토브리그 기간 중 같은 팀의 쵸비와 함께 한화생명 e스포츠로 이적했다. 한화 이적 이후 팀의 주장을 맡았다. 2021년 2월 4일에 치러진 아프리카 프릭스와의 경기에서 1세트를 승리하며 LCK 통산 300승을 달성했다. 2021 스프링 시즌 플레이오프에 진출하였으며 6강 플레이오프에서 농심 레드포스에 3-2 승리, 4강 플레이오프에서 담원 기아에게 0-3 패배를 당하며 3위의 성적을 거두었다. 서머 시즌에서는 좋지 못한 폼을 보여주면서 팀과 함께 부진했다. 하지만 롤드컵 선발전에서 폼이 오른 모습을 보여주었으며 팀의 롤드컵 진출을 이끌었다. 리그 오브 레전드 월드 챔피언십 2021에 참가했다. 데프트는 팀의 주전 원딜러로 활동했으며 팀의 8강 진출에 기여했다. 2021시즌 종료 후 FA를 선언했다.
2022시즌 스토브리그 기간 중 다시 DRX에 입단했다. 입단 이후 바로 팀의 주전 원딜러로 낙점받았다. 2022년 2월 24일에는 페이커 이후 2번째로 LCK 통산 2000킬을 달성하였다. 스프링 시즌 동안 데프트는 불안했던 팀의 상체와는 달리 안정적인 모습을 보였다. 다만 서머 시즌에는 이보다는 기복이 있는 모습을 보였다. 팀은 선발전을 거쳐서 리그 오브 레전드 월드 챔피언십 2022에 참가하게 되었다. 플레이인 스테이지와 그룹 스테이지를 모두 1위로 통과했으며 8강전인 에드워드 게이밍과의 경기에서는 1세트와 2세트를 모두 패배하며 탈락 위기에 몰렸지만 3, 4, 5세트를 모두 승리하면서 4강전에 진출했다. 데프트 개인으로서는 2942일만에 4강진출을 하게 된 것이며 이 경기 이후 인터뷰에서 눈물을 보인 것이 화제를 모으기도 했다. 4강전에서는 이전 DRX에서 함께 뛰었던 도란과 쵸비가 있는 Gen.G를 만났으며 3-1로 승리하며 생애 첫 결승 진출을 이루어냈다. 결승전에서는 고등학교 동문인 페이커가 있는 T1을 상대하게 되었으며 5세트까지 가는 혈전 끝에 3-2로 승리하면서 첫 월즈 우승을 달성했다. 데프트 개인으로서는 프로 데뷔 3505일만의 우승이었다. 2022시즌 종료 후 FA가 되며 팀에서 퇴단했다.
2023시즌을 앞두고 DWG KIA에 입단했다.
2024시즌을 앞두고 KT 롤스터에 입단했다. 본래 28세가 되는 해이기 때문에 병역 문제로 인해 더 이상 선수 생활을 하지 않고 은퇴할 것으로 예상되었으나 FA 신분일 때 가진 인터뷰에서 1년 정도 더 할 수 있을 것 같다고 밝혀 병역 연기에 성공한 것으로 추정되며, 이에 따라 2024시즌 종료 후 군대로 인한 휴식기간을 가질 예정이다.

## 소속팀
| # | 팀명             | 소속 기간               | 소속 리그 | 비고 |
| - | ---------------- | ----------------------- | --------- | ---- |
| 1 | MVP 블루         | 2013.02.19 ~ 2014.11.01 | LCK       |      |
| 2 | 에드워드 게이밍  | 2014.11.11 ~ 2016.11.13 | LPL       |      |
| 3 | KT 롤스터        | 2016.12.01 ~ 2018.11.20 | LCK       |      |
| 4 | 킹존 드래곤 X    | 2018.11.26 ~ 2020.11.17 | LCK       |      |
| 5 | 한화생명 e스포츠 | 2020.11.24 ~ 2021.11.16 | LCK       |      |
| 6 | DRX              | 2021.12.04 ~ 2022.11.22 | LCK       |      |
| 7 | Dplus KIA        | 2022.11.23 ~ 2023.11.21 | LCK       |      |
| 8 | KT 롤스터        | 2023.11.25 ~            | LCK       |      |

## 수상 경력

### 2013년
- LoL 클럽 마스터즈 2013 우승

### 2014년
- 핫식스 리그 오브 레전드 챔피언스 스프링 2014 우승
- SK텔레콤 LTE-A LoL 마스터즈 2014 우승
- 핫식스 리그 오브 레전드 챔피언스 서머 2014 준우승
- 리그 오브 레전드 월드 챔피언십 2014 4강
- G-League 2014 우승

### 2015년
- 데마시아컵 스프링 2015 우승
- 리그 오브 레전드 프로리그 2015 스프링 우승
- 리그 오브 레전드 프로리그 2015 스프링 정규시즌 MVP
- 리그 오브 레전드 프로리그 2015 스프링 포스트시즌 MVP
- 리그 오브 레전드 미드 시즌 인비테이셔널 2015 우승
- 데마시아컵 서머 2015 우승
- 리그 오브 레전드 월드 챔피언십 2015 8강
- 데마시아컵 2015 그랜드파이널 우승

### 2016년
- 리그 오브 레전드 프로리그 2016 스프링 준우승
- 리그 오브 레전드 프로리그 2016 서머 우승
- 리그 오브 레전드 프로리그 2016 포스트시즌 MVP
- 리그 오브 레전드 월드 챔피언십 2016 8강
- 데마시아컵 2016 우승
- 리그 오브 레전드 프로리그 연간 어워드 2016년 MVP
- 리그 오브 레전드 프로리그 연간 어워드 베스트 AD 캐리

### 2017년
- 리그 오브 레전드 챔피언스 코리아 스프링 2017 준우승
- 리프트 라이벌즈 2017 준우승
- 2017 LoL KeSPA컵 우승

### 2018년
- 리프트 라이벌즈 2018 준우승
- 리그 오브 레전드 챔피언스 코리아 서머 2018 우승
- 리그 오브 레전드 월드 챔피언십 2018 8강
- e스포츠 명예의 전당 히어로즈

### 2019년
- 리프트 라이벌즈 2019 우승

### 2020년
- 리그 오브 레전드 챔피언스 코리아 서머 2020 준우승
- 리그 오브 레전드 월드 챔피언십 2020 8강
- 리그 오브 레전드 올스타전 2020 우승

### 2021년
- 리그 오브 레전드 월드 챔피언십 2021 8강

### 2022년
- 리그 오브 레전드 월드 챔피언십 2022 우승
- 2022 LCK 어워드 올해의 밈상[14]

### 2023년
- 리그 오브 레전드 시즌 킥오프 2023 우승
- 리그 오브 레전드 월드 챔피언십 2023 스위스 스테이지
- 2023 LCK 어워드 로지텍 G 베스트 파워플레이 상

## 일화

### 알파카
프로게이머 데뷔 이후 알파카와 닮은 외모로 화제를 모았다. 이에 리그 오브 레전드 관련 커뮤니티에는 알파카의 사진을 올려두고 데프트를 찾는 등의 밈이 만들어지기도 했다. 데프트 본인은 알파카와 자신이 비슷하게 생긴 것 같다고 언급하기도 했다.

### 중요한 것은 꺾이지 않는 마음
데프트는 DRX 소속으로 2022년 리그 오브 레전드 월드 챔피언십에 참가했다. 당시 팀은 조별리그 1차전인 로그와의 경기에서 패배를 기록하게 되었는데 이 경기 이후 데프트는 "상대팀에 대해서 더 분석할 건 없는 것 같고 그냥 우리 플레이를 잘하는 게 제일 중요할 것 같다. 오늘 지긴 했지만 우리끼리만 안 무너지면 충분히 이길 수 있다"라고 인터뷰를 남겼다. 이 인터뷰를 작성한 기자는 데프트의 말을 축약하며 "꺾이지 않는 마음"이라고 작성하게 되었고 조별리그 2차전 Top Esports와의 경기를 앞두고 리그 오브 레전드 팬들에게 해당 기사가 알려지며 화제를 모았다. 이후 데프트와 DRX는 Top Esports와의 경기를 승리로 장식했을 뿐만 아니라 더 나아가서 조별리그를 1위로 통과했으며 불리할 것이라고 예상된 8강전 에드워드 게이밍, 4강전 Gen.G를 모두 격파하며 결승에 오르는 파란을 일으켰다. 결승전에서도 접전끝에 T1을 상대로 3-2로 승리하면서 데프트는 2013년 데뷔 이후 첫번째 월즈 우승을 경험했으며 DRX는 팀 역사상 처음으로 월즈 우승 기록을 달성하게 되었다. 우승 이후 데프트는 우승 기자회견에서 우승팀에게 가장 중요한 것은 바로 꺾이지 않는 마음일 것이라며 해당 발언을 다시 언급하였다.
해당 대회가 끝난 이후 꺾이지 않는 마음이라는 말은 e스포츠 이외의 다른 분야에서도 종종 언급이 되었다. 2022년 FIFA 월드컵에서 대한민국 축구 국가대표팀이 낮은 확률의 경우의 수를 뚫고 16강전에 진출하는 과정에서 해당 발언이 언급되며 다시 한 번 화제가 되었다.